# 천상의 화원 곰배령
《천상의 화원 곰배령》은 2011년 12월 3일부터 2012년 3월 11일까지 방송되었던 시골 풍경 드라마 작품이다.

## 소개
소박하지만 아름다운 자연경관을 자랑하는 곰배령을 배경으로 가족, 곰배령 사람들의 사람, 냄새나는 삶을 조명, 일상에 작은 위로 등을 전하는 전원 시골 풍경 드라마 작품이다.

## 등장 인물

### 주요 인물
- 최불암 : 정부식 역
- 유호정 : 정재인 역
- 김새론 : 강은수 역
- 안서현 : 강현수 역
- 김호진 : 강태섭 역

### 그 외 인물
- 현우성 : 신우균 역
- 사강 : 주홍 역
- 정경순 : 구본숙 역
- 이지은 : 오모니카 역
- 송예담 : 오준 역
- 이주실 : 소팔복 역
- 김명국 : 오철주 역
- 신기준 : 공병도 역
- 정민성 : 노재승 역
- 엄현경 : 김명옥 역
- 강찬희 : 신승우 역
- 전원주 : 남길 모 역
- 안정훈 : 이남길 역
- 송예준 : 오훈 역
- 박대원 : 원재 역
- 김영애 : 화영 역

## 시청률
| 2011년 | 2011년    | 2011년         |
| 회차   | 방송일    | AGB닐슨 시청률 |
| ------ | --------- | -------------- |
| 제1회  | 12월 3일  | 0.785%         |
| 제2회  | 12월 4일  | 0.655%         |
| 제3회  | 12월 10일 | 0.706%         |
| 제4회  | 12월 11일 | 0.792%         |
| 제5회  | 12월 17일 | 0.955%         |
| 제6회  | 12월 18일 | 0.757%         |
| 제7회  | 12월 24일 | 0.826%         |
| 제8회  | 12월 25일 | 0.974%         |
| 제9회  | 12월 31일 | 0.506%         |
| 2012년 |           |                |
| 제10회 | 1월 1일   | 0.978%         |
| 제11회 | 1월 7일   | 0.871%         |
| 제12회 | 1월 8일   | 0.874%         |
| 제13회 | 1월 14일  | 0.900%         |
| 제14회 | 1월 15일  | 0.847%         |
| 제15회 | 1월 21일  | 0.565%         |
| 제16회 | 1월 22일  | 0.567%         |
| 제17회 | 1월 28일  | 0.850%         |
| 제18회 | 1월 29일  | 0.724%         |
| 제19회 | 2월 4일   | 1.027%         |
| 제20회 | 2월 5일   | 0.853%         |
| 제21회 | 2월 11일  | 0.853%         |
| 제22회 | 2월 12일  | 1.189%         |
| 제23회 | 2월 18일  | 1.308%         |
| 제24회 | 2월 19일  | 1.128%         |
| 제25회 | 2월 25일  | 1.211%         |
| 제26회 | 2월 26일  | 1.366%         |
| 제27회 | 3월 3일   | 0.798%         |
| 제28회 | 3월 4일   | 0.946%         |
| 제29회 | 3월 10일  | 1.081%         |
| 제30회 | 3월 11일  | 0.964%         |